# Melinnampharete gracilis
Melinnampharete gracilis är en ringmaskart som beskrevs av Hartman 1969. Melinnampharete gracilis ingår i släktet Melinnampharete och familjen Ampharetidae. Inga underarter finns listade i Catalogue of Life.